# Мас, Луис
Луис Гильермо Мас Бонет (исп. Lluís Guillermo Mas Bonet; род. 15 октября 1989, муниципалитет Сес-Салинес, провинция Балеарские острова, Испания) — испанский профессиональный шоссейный велогонщик, выступающий за команду мирового тура «Movistar Team».

## Достижения
2009
10-й Средиземноморские игры — Индивидуальная гонка
2011
7-й Чемпионат мира — Индивидуальная гонка U23
2013
1-й  Вуэльта Кастилии и Леона — Горная классификация
2-й  Средиземноморские игры — Индивидуальная гонка
4-й Тур Китая I — Генеральная классификация
9-й Тур Бретани — Генеральная классификация
2014
Вуэльта Испании
 Лидер в Горной классификации после Этапов 3 — 13
 Лидер в Комбинированной классификации после Этапа 3
 Приз самому агрессивному гонщику — Этапы 3 и 9
6-й Тур Азербайджана — Генеральная классификация
2015
Тур Турции
1-й  — Классификация промежуточные спринты «Beauties of Turkey» (Красоты Турции)
1-й — Этап 8
1-й  Volta a Catalunya — Спринтерская классификация
2016
1-й  Тур Турции — Классификация промежуточные спринты «Beauties of Turkey» (Красоты Турции)
2017
1-й  Тур Страны Басков — Спринтерская классификация
2018
1-й  Вуэльта Андалусии — Горная классификация
 Вуэльта Испании Приз самому агрессивному гонщику — Этап 9

## Статистика выступлений

### Гранд-туры
| Гранд-тур       | 2014 | 2015 | 2016 | 2017 | 2018 | 2019 |
| --------------- | ---- | ---- | ---- | ---- | ---- | ---- |
| Джиро д’Италия  | —    | —    | —    | —    | —    |      |
| Тур де Франс    | —    | —    | —    | —    | —    |      |
| Вуэльта Испании | 121  | НФ   | НФ   | 83   | 47   |      |

| —  | Не участвовал  |
| НФ | Не финишировал |